# Die Farbe des Horizonts
Die Farbe des Horizonts (Originaltitel Adrift) ist ein Filmdrama von Baltasar Kormákur, das am 1. Juni 2018 in den US-amerikanischen Kinos anlief und am 12. Juli 2018 in die deutschen Kinos kam. Der Film basiert auf der wahren Geschichte einer jungen Frau und ihres Verlobten, die während einer Segeltour im Pazifischen Ozean auf ihrem Weg von Tahiti nach Kalifornien in einen starken Sturm geraten.

## Handlung
Tami Oldham sticht mit ihrem Verlobten Richard Sharp von Tahiti aus in Richtung Kalifornien in See. Doch der Segeltörn entpuppt sich als Horror-Trip, als das Boot in einen starken Sturm gerät. Richard wird von Bord gefegt, Tami erwacht Stunden später allein auf offener See. Der ursprüngliche Zielhafen San Diego ist mit dem beschädigten Boot unerreichbar geworden, sodass sie beschließt, stattdessen das 1500 Seemeilen entfernte Hawaii anzulaufen. Unterstützt von ihrem schwerverletzten Verlobten, der sich später als Halluzination erweist, navigiert sie das Schiff mittels Sextant und Seekarten bis nach Hilo auf Hawaii.

## Produktion

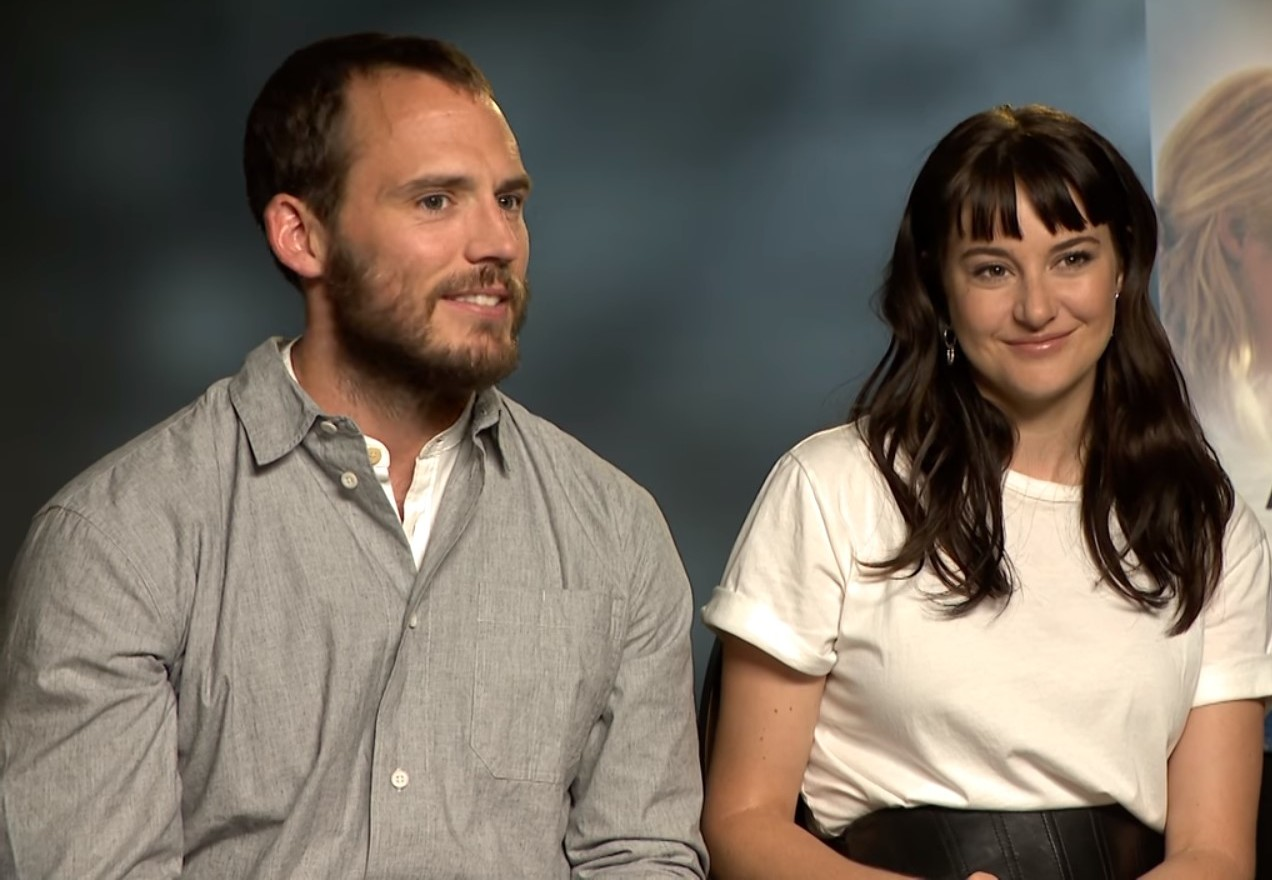
Sam Claflin und Shailene Woodley im Gespräch mit MTV im Juni 2018

Der Film basiert lose auf dem autobiografischen Erfahrungsbericht Red Sky In Mourning: A True Story Of Love, Loss And Survival At Sea von Tami Oldham Ashcraft, den diese gemeinsam mit der Profiautorin Susea McGearhart schrieb und 2002 im Selbstverlag veröffentlichte.  Regie führte der ausgewiesene Extremfilmer Baltasar Kormákur, der zuvor mit Filmen wie Everest und der Thriller-Serie Trapped – Gefangen in Island in Erscheinung getreten war.
Die Dreharbeiten fanden überwiegend in Fidschis Hauptstadt Suva statt, so im Juli 2017 am dortigen Royal Suva Yacht Club in Walu Bay, später in Rakiraki und am Pacific Harbour. Die Fidschi-Inseln hatten Tahiti als Kulisse gedient. Bis zu 14 Stunden am Tag hatte die Crew nach zwei Stunden Anfahrt auf hoher See gefilmt.
Die Filmmusik wurde von Volker Bertelmann alias Hauschka komponiert. Den Soundtrack zum Film veröffentlichte Sony Classical am 1. Juni 2018.
Ebenfalls am 1. Juni 2018 kam der Film in die US-amerikanischen Kinos und am 12. Juli 2018 in die deutschen Kinos. Seine Premiere feierte der Film am 23. Mai 2018 in Los Angeles.

## Rezeption

### Altersfreigabe
In den USA wurde der Film von der MPAA als PG-13 eingestuft. In Deutschland erhielt der Film eine Freigabe ab 12 Jahren.

### Kritiken und Einspielergebnis
Knut Elstermann von MDR Kultur meint, es sei schon fast ein eigenes Filmgenre geworden: „Menschen in Seenot, völlig auf sich gestellt im Kampf gegen die Urgewalten, doch dieser Film erreicht leider nicht die Intensität von All Is Lost mit Robert Redford oder Styx mit Susanne Wolff.“ Die Hauptdarsteller Shailene Woodley und Sam Claflin gäben in der Rolle des Paares zwar ihr Bestes, und auch die unruhige, erschreckend schöne See sei sehr sehenswert ins Bild gebracht worden, doch die Regie des Isländers Baltasar Kormákur sei so tränenselig und sentimental und die Figurenzeichnung so ungenau und oberflächlich, dass dieses Drama auf hoher See leider absaufe, bevor es richtig Fahrt aufnehmen könne, so Elstermann weiter.
Tim Lindemann von epd Film meint, man sollte dem Film nicht seine überdramatische Darstellung einer Liebe unter Extrembedingungen vorwerfen, da das nun mal untrennbar zum Genre des Melodrams gehöre, doch zum Verhängnis werde dem Film, dass er an seinen Figuren keinerlei Interesse habe. Für die Anfänge der Liebeleien auf Tahiti finde der Regisseur nur abgeschmackte Bilder und Dialoge, und zu keinem Zeitpunkt komme echte Chemie zwischen Woodley und Claflin auf, so Lindemann weiter. Die Macher dieses neuen Schiffbruchspektakels hätten das Konzept aber vor allem um eine Idee erneuert, indem sie keinen alten, wettergegerbten Mann den Gezeiten aussetzten, sondern zwei attraktive Jungschauspieler.
Die weltweiten Einnahmen des Films aus Kinovorführungen beliefen sich auf rund 60 Millionen US-Dollar. In Deutschland verzeichnete der Film 321.768 Besucher.

### Auszeichnungen
Teen Choice Awards 2018
- Nominierung als Choice Summer Movie
- Nominierung als Choice Summer Movie Actor (Sam Claflin)
- Nominierung als Choice Summer Movie Actress (Shailene Woodley)[13]